# 모터그레이더

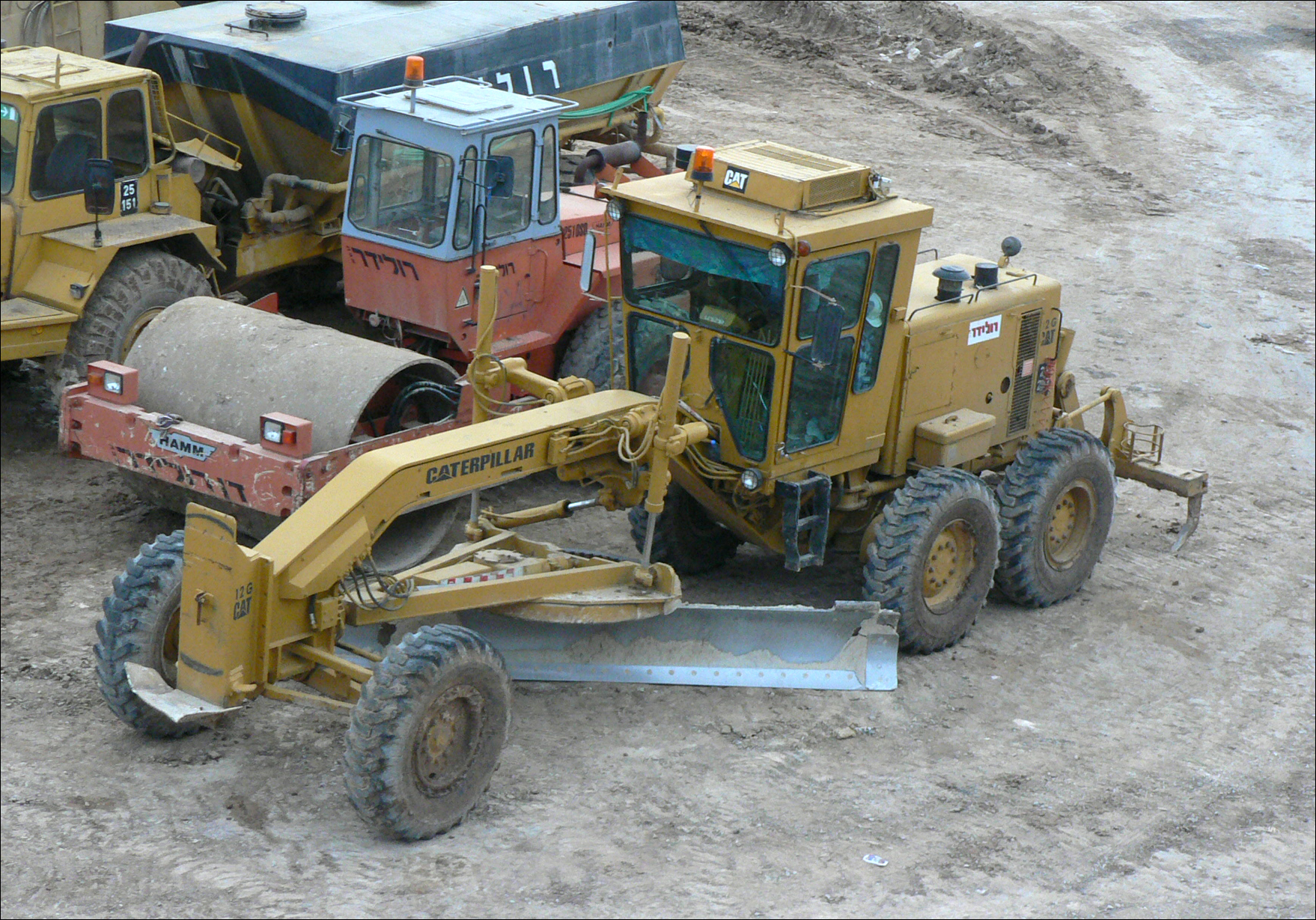
CAT 12G 그레이더

모터 그레이더(motor grader)는 땅을 고르는 중장비이다. 긴 차체의 앞뒤의 차바퀴 사이에 토공판(土工板)을 부착하고, 뒷부분에 엔진이 있으며, 스스로 이동하면서 토공판으로 지면을 평평하게 깎으면서 고르게 한다. 비행장·운동장·도로 등 넓은 면적의 정지작업·포장공사·도랑파기·비탈면의 마무리 등에 사용된다. 지면이 단단할 때에는 토공판의 바로 앞쪽에 부착되어 있는 갈고랑이를 써서 흙을 팔 수도 있다.

## 작업소요시간
그레이더의 작업 소요시간은 다음과 같이 구한다.
{\displaystyle {\text{작 업  소 요 시 간 }}={\frac {{\text{통 과 횟 수 }}\times {\text{거 리 }}}{{\text{평 균  작 업 속 도 }}\times {\text{효 율 }}}}}

## 주요 제조사
- 케이스 건설 장비(영어판)(Case Construction Equipment)
- 캐터필러(Caterpillar)
- 디어 앤 컴파니(Deere & Company)
- 고마쓰 제작소(小松製作所)
- 미쓰비시 중공업(三菱重工業)
- HD현대건설기계

## 참고 자료
- 이 문서에는 다음커뮤니케이션(현 카카오)에서 GFDL 또는 CC-SA 라이선스로 배포한 글로벌 세계대백과사전의 내용을 기초로 작성된 글이 포함되어 있습니다.
- 박영태 (2019). 〈건설기계〉. 《토목기사 실기》. 세진사.